# Сотиев, Асланбек Аланович
Асланбек Аланович Сотиев (род. 29 сентября 1999, Республика Южная Осетия) — российский борец вольного стиля, призёр первенства Европы среди кадетов, чемпион Европы среди юниоров, призёр первенства мира среди молодёжи, чемпион и серебряный призёр чемпионатов России, победитель и призёр международных турниров. В 2019 году ему было присвоено спортивное звание мастер спорта России международного класса. Выступает в тяжёлой весовой категории (до 97 кг).

## Спортивные результаты
- Первенство Европы среди кадетов 2016 — ;
- Турнир Степана Саргсяна 2018 — ;
- Первенство мира среди молодёжи 2018 — ;
- Первенство Европы среди юниоров 2019 — ;
- Турнир Александра Медведя 2019 — ;
- Турнир Владимира Семёнова 2019 — ;
- Чемпионат России по вольной борьбе 2020 — ;
- Чемпионат России по вольной борьбе 2021 — ;
- Победитель первенства Европы по вольной борьбе U23 в Македонии .;
- Чемпионат России по вольной борьбе 2022 — ;